# Stazione meteorologica di Varallo
La stazione meteorologica di Varallo è la stazione meteorologica di riferimento relativa alla località di Varallo.

## Coordinate geografiche
La stazione meteorologica si trova nell'Italia nord-occidentale, in Piemonte, in provincia di Vercelli, nel comune di Varallo, a 450 metri s.l.m. e alle coordinate geografiche 45°49′N 8°15′E.

## Dati climatologici
In base alla media trentennale di riferimento 1961-1990, la temperatura media del mese più freddo, gennaio, si attesta a +1,1 °C; quella del mese più caldo, luglio, è di +21,1 °C .
| Varallo            | Mesi | Mesi | Mesi | Mesi | Mesi | Mesi | Mesi | Mesi | Mesi | Mesi | Mesi | Mesi | Stagioni | Stagioni | Stagioni | Stagioni | Anno |
| Varallo            | Gen  | Feb  | Mar  | Apr  | Mag  | Giu  | Lug  | Ago  | Set  | Ott  | Nov  | Dic  | Inv      | Pri      | Est      | Aut      | Anno |
| ------------------ | ---- | ---- | ---- | ---- | ---- | ---- | ---- | ---- | ---- | ---- | ---- | ---- | -------- | -------- | -------- | -------- | ---- |
| T. max. media (°C) | 4,0  | 7,2  | 11,5 | 15,3 | 19,9 | 23,4 | 26,5 | 25,1 | 21,2 | 15,4 | 9,1  | 5,0  | 5,4      | 15,6     | 25,0     | 15,2     | 15,3 |
| T. min. media (°C) | −1,9 | −0,8 | 2,5  | 6,4  | 10,1 | 13,5 | 15,7 | 15,1 | 12,5 | 7,8  | 3,0  | −0,7 | −1,1     | 6,3      | 14,8     | 7,8      | 6,9  |